# The Hollow Crown
The Hollow Crown är en brittisk filmserie producerad av BBC Two  baserad på Shakespeares krönikespel. Den första cykeln av filmer var Richard II, Henry IV, Part I, Henry IV, Part II och Henry V, som sändes mellan den 30 juni och 21 juli 2012. I mars 2014 meddelade BBC att 2016 skulle den andra cykeln av filmer skulle komma;  Henry VI, Part I, Henry VI, Part II, Henry VI, Part III och Richard III. Benedict Cumberbatch var den förste som fick en roll, som Rikard III av England.
Den första filmen i serien, Richard II, blev 2013 nominerad till en BAFTA Television Award för Best Single Drama. Samma år vann Ben Whishaw en BAFTA Television Award för Best Leading Actor, för sin roll som Richard II, och Simon Russell Beale vann för Best Supporting Actor, för sin roll som John Falstaff.

## Rollista

### The Hollow Crown I
Richard II
- Ben Whishaw – Rikard II av England
- Rory Kinnear – Bolingbroke
- Clémence Poésy – Isabella av Valois\Anna av Böhmen
- David Suchet – Edmund av Langley
- David Morrissey – Henry Percy
- Patrick Stewart – Johan av Gent
- James Purefoy – Thomas Mowbray

Henry IV, Part I
- Jeremy Irons – Henrik IV av England
- Tom Hiddleston – Prins Hal
- Simon Russell Beale – John Falstaff
- Julie Walters – Husmor Quickly
- Alun Armstrong – Henry Percy
- David Hayman – Thomas Percy
- Joe Armstrong – Harry Hotspur

Henry IV, Part II
- Jeremy Irons – Henrik IV av England
- Tom Hiddleston – Prins Hal
- Simon Russell Beale – John Falstaff
- Julie Walters – Husmor Quickly
- Alun Armstrong – Henry Percy

Henry V
- Tom Hiddleston – Henrik V av England
- Mélanie Thierry – Katarina av Valois
- Richard Griffiths – Johan av Burgund
- Julie Walters – Husmor Quickly
- Lambert Wilson – Karl VI av Frankrike
- Geraldine Chaplin – Alice
- Edward Akrout – Ludvig, dauphin

### The Hollow Crown: The Wars of the Roses
Henry VI, Part I
- Sophie Okonedo – Margareta av Anjou
- Hugh Bonneville – Gloucester
- Sally Hawkins – hertiginnan av Gloucester
- Tom Sturridge – Henrik VI av England
- Adrian Dunbar – Plantagenet
- Stuart McQuarrie – Vernon
- Lucy Robinson – Young Cecily
- Samuel West – Biskopen av Winchester
- Stanley Townsend – Warwick
- Michael Gambon – Mortimer
- Anton Lesser – Exeter
- Ben Miles – Somerset
- Jason Watkins – Suffolk
- Philip Glenister – Talbot
- David Troughton – hertigen av Anjou
- Laura Morgan – Jeanne d'Arc

Henry VI, Part II
- Benedict Cumberbatch – Rikard III
- Sophie Okonedo – Margareta av Anjou
- Keeley Hawes – Elisabet Woodville
- Tom Sturridge – Henrik VI
- Adrian Dunbar – Plantagenet
- Geoffrey Streatfeild – Edvard IV
- Sam Troughton – Clarence
- Stuart McQuarrie – Vernon
- Kyle Soller – Clifford
- Richard Lynch – Westmorland
- Lucy Robinson – Young Cecily
- Stanley Townsend – Warwick
- Anton Lesser – Exeter
- Ben Daniels – Buckingham
- Ben Miles – Somerset
- Jason Watkins – Suffolk
- Phoebe Fox – Anne Neville
- James Fleet – Hastings
- Andrew Scott – kung Ludvig

Richard III
- Judi Dench – Cecily, hertiginna av York
- Benedict Cumberbatch – Rikard III
- Sophie Okonedo – Margareta av Anjou
- Keeley Hawes – drottning Elizabeth
- Geoffrey Streatfeild – Edvard IV
- Sam Troughton – Clarence
- Ben Daniels – Buckingham
- James Fleet – Hastings
- Phoebe Fox – drottning Anne
- Luke Treadaway – Henrik VII